# 전 (불교)
전(纏, 산스크리트어: paryavasthāna)은 다음의 분류, 그룹 또는 체계의 한 요소이다.
- 번뇌의 여러 다른 이름 가운데 하나이다.
- 부파불교의 설일체유부와 대승불교의 유식유가행파의 번뇌론에서는 주로 8전(八纏) 또는 10전(十纏)의 수번뇌(隨煩惱)를 가리킨다.
- 경량부의 번뇌론에서는 번뇌의 종자 상태 즉 잠세위(潛勢位)의 번뇌를 수면(隨眠)이라 하고 번뇌의 현행 상태 즉 현세위(顯勢位)의 번뇌를 전(纏)이라 한다.
- 대승불교의 유식유가행파의 논서 《유가사지론》 제89권에 따르면, 모든 번뇌는 전(纏)의 성질, 즉 얽어맴의 성질을 가지고 있는데, 현행하는 번뇌는 모두 전(纏)이다. 즉, 얾어맴의 성질을 나타낸다. 또한, 전(纏)은 특히 8전(八纏)의 수번뇌(隨煩惱)를 말한다.[5]

전(纏)은 전박(纏縛) · 속박(束縛) · 구속(拘束) · 얽매임 · 얽어맴의 뜻으로, 번뇌의 여러 다른 이름 가운데 하나이다. 번뇌가 몸과 마음을 얽어매어 자유롭지 못하게 하는 것을 말한다. 즉, 번뇌가 유정의 몸과 마음을 얽어매어 사물(事物) 혹은 사리(事理)에 대해 자유롭지 못하게 함으로써 선(善)을 닦는 것을 장애하는 한다는 측면을 강조하는 표현 또는 명칭이다.
전(纏)은 번뇌와 동의어이지만, 모든 번뇌를 근본번뇌(根本煩惱)와 수번뇌(隨煩惱)로 나눌 때 특정한 몇 가지 수번뇌를 가리키는 용도로 특히 사용되며 통상적으로 8전(八纏) 또는 10전(十纏)을 의미한다. 탐 · 진 · 치의 3가지 근본번뇌를 가리켜 3전(三纏)이라고 부르는 경우도 있는데, 이 경우 3전은 3박(三縛)의 동의어이다. 이와 같이 전(纏)은 종종 계(繫, 산스크리트어: grantha) 또는 박(縛, 산스크리트어: bandhana)과 동의어로도 사용된다. 또한, 이들이 합쳐져 이루어진 계박(繫縛) · 전박(纏縛)이라는 낱말도 이들의 동의어로도 사용된다.
《집론》 제4권과 《잡집론》 제8권에 따르면, 8전(八纏)의 8가지 번뇌가 자주 자주 증장하고 왕성해져서 마음을 전요(纏繞)하기 때문에, 즉 덩굴 따위가 나무를 친친 휘감듯이 마음을 휘감아 얽어매기 때문에 전(纏)이라 이름한다. 이러한 뜻에서 8전은 종종 지(止) · 거(擧) · 사(捨) · 정(淨)의 수행을 장애한다.

## 경론별 설명

### 품류족론
부파불교의 설일체유부의 논서 《품류족론》 제1권에 따르면,
전(纏)에 8가지 번뇌가 있다. 즉, 《품류족론》에서는 전(纏)이란 곧 8전(八纏)을 뜻한다고 진술하고 있다. 《품류족론》에 나오는 8전의 명칭 · 순서는 아래 목록과 다음과 같다. 설명은 《구사론》에 따른 것이다. 《구사론》에 나타난 목록과는 명칭과 순서에서 차이가 있다.
1. 혼침(惛沈): 침울, 무기력
2. 도거(掉舉): 들뜸, 불안정, 산란
3. 수면(睡眠): 면(眠), 잠, 암매(闇昧: 흐리멍덩함, 어리석고 몽매함), 게으름
4. 악작(惡作): 지나친 후회(後悔) 또는 추회(追悔), 회(悔)
5. 질(嫉): 질투, 다른 이의 좋은 일에 대해 기뻐하지 못함
6. 간(慳): 재물이나 교법에 매우 인색함
7. 무참(無慚): 죄과를 범하고도 스스로에 대해 부끄럽게 여기지 않음
8. 무괴(無愧): 죄과를 범하고도 남에 대해 부끄럽게 여기지 않음

### 구사론
부파불교의 설일체유부의 논서 《구사론》 제21권에 따르면,
전(纏)은 8전(八纏)을 뜻하기도 하고 10전(十纏)을 뜻하기도 한다.
《구사론》 제21권에 나오는 8전(八纏)의 명칭 · 순서 · 설명은 아래 목록과 같다.
1. 무참(無慚): 죄과를 범하고도 스스로에 대해 부끄럽게 여기지 않음
2. 무괴(無愧): 죄과를 범하고도 남에 대해 부끄럽게 여기지 않음
3. 질(嫉): 질투, 다른 이의 좋은 일에 대해 기뻐하지 못함
4. 간(慳): 재물이나 교법에 매우 인색함
5. 회(悔): 지나친 후회(後悔) 또는 추회(追悔), 악작(惡作)
6. 면(眠): 수면(睡眠), 잠, 암매(闇昧: 흐리멍덩함, 어리석고 몽매함), 게으름
7. 도거(掉舉): 들뜸, 불안정, 산란
8. 혼침(惛沈): 침울, 무기력

10전(十纏)은 위의 8전에 다음의 2가지 수번뇌를 더한 것이다.
1. 분(忿): 분노(憤怒: 분개하여 몹시 성을 냄), 격노
2. 부(覆): 죄과를 은폐함

### 유가사지론
대승불교의 유식유가행파의 논서 《유가사지론》 제8권과 제89권에 따르면,
전(纏)은 번뇌의 다른 이름인 결(結) · 박(縛) · 수면(隨眠) · 수번뇌(隨煩惱) · 전(纏) · 폭류(暴流) · 액(軛) · 취(取) · 계(繫) · 개(蓋) · 주올(株杌) · 구(垢) · 상해(常害) · 전(箭) · 소유(所有) · 근(根) · 악행(惡行) · 누(漏) · 궤(匱) · 소(燒) · 뇌(惱) · 유쟁(有諍) · 화(火) · 치연(熾然) · 조림(稠林) · 구애(拘礙) 가운데 하나이다.
전(纏)은 번뇌가 자주 일어나 현행(現行)한다는 것을 뜻한다. 즉, 현행하는 번뇌들을 말하는데, 그 가운데서도 특히 자주 현행하는 것들을 말한다.
전(纏)은 특히 무참(無慚) · 무괴(無愧) · 혼침(惛沈) · 수면(睡眠) · 도거(掉擧) · 악작(惡作) · 질투(嫉妬) · 간린(慳吝)의 8전(八纏)을 말한다.

### 집론·잡집론
대승불교의 유식유가행파의 논서 《집론》 제4권과 《잡집론》 제6권과 제7권에 따르면,
전(纏)은 번뇌의 다른 이름인 결(結) · 박(縛) · 수면(隨眠) · 수번뇌(隨煩惱) · 전(纏) · 폭류(暴流) · 액(軛) · 취(取) · 계(繫) · 개(蓋) · 주올(柱杌) · 구(垢) · 소해(燒害) · 전(箭) · 소유(所有) · 악행(惡行) · 누(漏) · 궤(匱) · 열(熱) · 뇌(惱) · 쟁(諍) · 치연(熾然) · 조림(稠林) · 구애(拘礙) 가운데 하나이다.
전(纏)에 8가지 번뇌가 있다. 즉, 《집론》과 《잡집론》에서는 전(纏)이란 특히 8전(八纏)을 뜻한다고 진술하고 있다.
《집론》 제4권과 《잡집론》 제7권에 나오는 8전의 명칭 · 순서는 아래 목록과 다음과 같다. 설명은 《구사론》에 따른 것이다. 《구사론》에 나타난 목록과는 명칭과 순서에서 차이가 있다. 《품류족론》에 나타난 목록과는 수면(睡眠)와 도거(掉擧)의 순서만 다르다.
1. 혼침(惛沈): 침울, 무기력
2. 수면(睡眠): 면(眠), 잠, 암매(闇昧: 흐리멍덩함, 어리석고 몽매함), 게으름
3. 도거(掉舉): 들뜸, 불안정, 산란
4. 악작(惡作): 지나친 후회(後悔) 또는 추회(追悔), 회(悔)
5. 질(嫉): 질투, 다른 이의 좋은 일에 대해 기뻐하지 못함
6. 간(慳): 재물이나 교법에 매우 인색함
7. 무참(無慚): 죄과를 범하고도 스스로에 대해 부끄럽게 여기지 않음
8. 무괴(無愧): 죄과를 범하고도 남에 대해 부끄럽게 여기지 않음

《집론》 제4권과 《잡집론》 제7권에서는 이들 8가지 번뇌는 자주 자주 증장하고 왕성해져서 마음을 전요(纏繞)하기 때문에, 즉 덩굴 따위가 나무를 친친 휘감듯이 마음을 휘감아 얽어매기 때문에 전(纏)이라 한다고 말하고 있다. 이러한 뜻에서 8전은 종종 지(止) · 거(擧) · 사(捨) · 정(淨)의 수행을 장애한다고 말하고 있다. 여기서 정(淨)은 범행(梵行) 즉 청정한 시라[淨尸羅] 즉 계율을 말한다.
즉, 지(止)를 닦을 때는 종종 혼침(惛沈)과 수면(睡眠)이 내적으로 끌어당겨서 침몰(沈沒: 가라앉음, 저조함)의 상태로 이끌어 가기 때문에 지(止)의 장애가 된다.
거(擧)를 닦을 때는 종종 도거(掉舉)와 악작(惡作)이 외적으로 끌어당겨서 산란(散亂)의 상태로 이끌어 가기 때문에 거(擧)의 장애가 된다.
사(捨)를 닦을 때는 종종 질(嫉)과 간(慳)이 지(止)와 거(擧)의 성취를 바탕으로 자타를 이롭게 함[自他利]에 있어서 질투하고 인색하게 하여 마음을 동요시키기 때문에 사(捨)의 장애가 된다.
그리고, 지(止) · 거(擧) · 사(捨)의 의지처 즉 발동근거인 범행(梵行) 즉 청정한 시라[淨尸羅]를 닦을 때는 종종 무참(無慚)과 무괴(無愧)가 갖가지 학처(學處, 산스크리트어: śikṣāpada: 배울만한 곳, 즉 배우고 수행할 근본이라는 뜻에서의 계율)에서 과실(過失)을 범했을 때 그것을 부끄럽게 여기지 않게 하기 때문에 범행(梵行) 즉 청정한 시라[淨尸羅]의 장애가 된다.

## 분류

### 3전
부파불교의 논서 《사리불아비담론(舍利弗阿毘曇論)》 제19권에서는 탐 · 진 · 치의 3가지 근본번뇌를 욕전(欲纏) · 에전(恚纏) · 치전(癡纏)의 3전(三纏)이라 부르고 있다. 이 경우 3전은 탐박(貪縛) · 진박(瞋縛) · 치박(癡縛)의 3박(三縛)과 동의어이다. 이와 같이 전(纏)은 종종 박(縛)과 동의어로 사용된다.
한편, 《사리불아비담론》에 대해서는 독자부(犢子部)의 논서라는 설, 정량부(正量部)의 논서라는 설, 대중부(大衆部)의 논서라는 설의 3가지가 있다.

### 8전
부파불교의 설일체유부와 대승불교의 유식유가행파의 번뇌론에 따르면,
8전(八纏)은 다음의 8가지 수번뇌(隨煩惱)를 말한다. 아래 목록의 명칭 · 순서 · 설명은 설일체유부의 논서인 《구사론》에 따른 것이다. 엄밀히 말하면, 이들 8가지 번뇌는 설일체유부의 번뇌론의 19가지 수번뇌에는 모두 포함되지만, 유식유가행파의 번뇌론의 20가지 수번뇌에는 회(悔)와 면(眠)을 제외한 나머지 6가지만이 포함된다. 하지만, 부정심소에 속한 회(悔)와 면(眠)이 번뇌성을 띨 때는 '근본번뇌를 따라 일어나는 번뇌'라는 수번뇌의 정의와 합치한다. 뒤집어 말하면, 유식유가행파의 입장에서 볼 때, 8전에서의 회(悔)와 면(眠)은 번뇌성을 띨 때의 회(悔)와 면(眠)을 말한다.
1. 무참(無慚): 죄과를 범하고도 스스로에 대해 부끄럽게 여기지 않음
2. 무괴(無愧): 죄과를 범하고도 남에 대해 부끄럽게 여기지 않음
3. 질(嫉): 질투, 다른 이의 좋은 일에 대해 기뻐하지 못함
4. 간(慳): 재물이나 교법에 매우 인색함
5. 회(悔): 지나친 후회(後悔) 또는 추회(追悔), 악작(惡作)
6. 면(眠): 수면(睡眠), 잠, 암매(闇昧: 흐리멍덩함, 어리석고 몽매함), 게으름
7. 도거(掉舉): 들뜸, 불안정, 산란
8. 혼침(惛沈): 침울, 무기력

부파불교의 설일체유부의 논서 《구사론》 제21권에 기술된 8전을 설일체유부의 번뇌론에서의 세부 그룹별로 구분하면 다음과 같다.
- 대불선지법의 2가지 모두
  - 무참(無慚): 죄과를 범하고도 스스로에 대해 부끄럽게 여기지 않음
  - 무괴(無愧): 죄과를 범하고도 남에 대해 부끄럽게 여기지 않음
- 소번뇌지법의 10가지 가운데 2가지
  - 질(嫉): 질투, 다른 이의 좋은 일에 대해 기뻐하지 못함
  - 간(慳): 재물이나 교법에 매우 인색함
- 부정지법의 8가지 가운데 2가지
  - 회(悔): 지나친 후회(後悔) 또는 추회(追悔), 악작(惡作)
  - 면(眠): 수면(睡眠), 잠, 암매(闇昧: 흐리멍덩함, 어리석고 몽매함), 게으름
- 대번뇌지법의 6가지 가운데 2가지
  - 도거(掉舉): 들뜸, 불안정, 산란
  - 혼침(惛沈): 침울, 무기력

대승불교의 유식유가행파의 논서 《집론》 제4권과 《잡집론》 제7권에 기술된 8전을 유식유가행파의 번뇌론에서의 세부 그룹별로 구분하면 다음과 같다.
- 대수번뇌심소의 8가지 가운데 1가지
  - 혼침(惛沈): 침울, 무기력
- 부정심소의 4가지 가운데 1가지
  - 수면(睡眠): 면(眠), 잠, 암매(闇昧: 흐리멍덩함, 어리석고 몽매함), 게으름
- 대수번뇌심소의 8가지 가운데 1가지
  - 도거(掉舉): 들뜸, 불안정, 산란
- 부정심소의 4가지 가운데 1가지
  - 악작(惡作): 지나친 후회(後悔) 또는 추회(追悔), 회(悔)
- 소수번뇌심소의 10가지 가운데 2가지
  - 질(嫉): 질투, 다른 이의 좋은 일에 대해 기뻐하지 못함
  - 간(慳): 재물이나 교법에 매우 인색함
- 중수번뇌심소의 2가지 모두
  - 무참(無慚): 죄과를 범하고도 스스로에 대해 부끄럽게 여기지 않음
  - 무괴(無愧): 죄과를 범하고도 남에 대해 부끄럽게 여기지 않음

### 10전
설일체유부의 논서 《구사론》 제21권에서는 비록 《품류족론》에서 전(纏)에 8가지가 있어서 8전(八纏)이 있다고 진술하고 있지만, 비바사사 즉 설일체유부의 정통파의 견해는 8전에 분(忿)과 부(覆)의 2가지를 더한 10가지가 있어서 10전(十纏)이 있다는 것이라고 말하고 있다. 아래 목록의 명칭 · 순서 · 설명은 《구사론》에 따른 것이다.
1. 무참(無慚): 죄과를 범하고도 스스로에 대해 부끄럽게 여기지 않음
2. 무괴(無愧): 죄과를 범하고도 남에 대해 부끄럽게 여기지 않음
3. 질(嫉): 질투, 다른 이의 좋은 일에 대해 기뻐하지 못함
4. 간(慳): 재물이나 교법에 매우 인색함
5. 회(悔): 지나친 후회(後悔) 또는 추회(追悔), 악작(惡作)
6. 면(眠): 수면(睡眠), 잠, 암매(闇昧: 흐리멍덩함, 어리석고 몽매함), 게으름
7. 도거(掉舉): 들뜸, 불안정, 산란
8. 혼침(惛沈): 침울, 무기력
9. 분(忿): 분노(憤怒: 분개하여 몹시 성을 냄), 격노
10. 부(覆): 죄과를 은폐함

한편, 용수의 《대지도론》 제8권에서는 10전(十纏)을 다음과 같은 순서와 명칭으로 부르고 있다.
1. 진전(瞋纏): 성냄의 얽매임 - 분(忿)
2. 부죄전(覆罪纏): 죄를 숨김의 얽매임 - 부(覆)
3. 수전(睡纏): 졸음의 얽매임 - 혼침(惛沈) (?)
4. 면전(眠纏): 잠의 얽매임 - 면(眠)
5. 희전(戲纏): 희롱의 얽매임 - 회(悔) (?)
6. 도전(掉纏): 들뜸의 얽매임 - 도거(掉舉)
7. 무참전(無慚纏): 제 부끄러움 없음의 얽매임 - 무참(無慚)
8. 무괴전(無愧纏): 남부끄러움 없음의 얽매임 - 무괴(無愧)
9. 간전(慳纏): 인색함의 얽매임 - 간(慳)
10. 질전(嫉纏): 질투의 얽매임 - 질(嫉)

위의 10가지 번뇌는 설일체유부의 번뇌론의 19가지 수번뇌에 모두 포함된다. 하지만 유식유가행파의 번뇌론의 20가지 수번뇌에는 회(悔)와 면(眠)을 제외한 나머지 8가지만이 포함된다. 하지만, 부정심소에 속한 회(悔)와 면(眠)이 번뇌성을 띨 때는 '근본번뇌를 따라 일어나는 번뇌'라는 수번뇌의 정의와 합치한다. 뒤집어 말하면, 유식유가행파의 입장에서 볼 때, 10전에서의 회(悔)와 면(眠)은 번뇌성을 띨 때의 회(悔)와 면(眠)을 말한다.
10전을 순서에 따라 설일체유부의 번뇌론에서의 세부 그룹별로 구분하면 다음과 같다.
- 대불선지법의 2가지 모두
  - 무참(無慚): 죄과를 범하고도 스스로에 대해 부끄럽게 여기지 않음
  - 무괴(無愧): 죄과를 범하고도 남에 대해 부끄럽게 여기지 않음
- 소번뇌지법의 10가지 가운데 2가지
  - 질(嫉): 질투, 다른 이의 좋은 일에 대해 기뻐하지 못함
  - 간(慳): 재물이나 교법에 매우 인색함
- 부정지법의 8가지 가운데 2가지
  - 회(悔): 지나친 후회(後悔) 또는 추회(追悔), 악작(惡作)
  - 면(眠): 수면(睡眠), 잠, 암매(闇昧: 흐리멍덩함, 어리석고 몽매함), 게으름
- 대번뇌지법의 6가지 가운데 2가지
  - 도거(掉舉): 들뜸, 불안정, 산란
  - 혼침(惛沈): 침울, 무기력
- 소번뇌지법의 10가지 가운데 2가지
  - 분(忿): 분노(憤怒: 분개하여 몹시 성을 냄), 격노
  - 부(覆): 죄과를 은폐함

## 같이 보기
- 3도: 견도 · 수도 · 무학도
  - 견도: 16심 · 고법지인
  - 무학도: 34심
  - 성문 수행계위: 4향4과 - 10결(= 5하분결 + 5상분결)
  - 보살 수행계위: 52위
- 현관: 4제현관 · 6현관
- 유루와 무루
- 번뇌의 해석
- 번뇌의 다른 이름
  - 개 · 결 · 계 · 구 · 구애 · 궤 · 근 · 뇌 · 누 · 박 · 상해 · 소 · 소유 · 소해 · 수면 · 수번뇌 · 악행 · 액 · 열 · 유쟁 · 쟁 · 전 · 전 · 조림 · 주올 · 취 · 치연 · 폭류 · 화
- 번뇌의 작용
- 번뇌의 분류
  - 3루
  - 4액
  - 4취
  - 4폭류
  - 5부: 견고소단 · 견집소단 · 견멸소단 · 견도소단 · 수도소단 = 견소단 + 수소단
  - 5주지번뇌
  - 견혹 + 수혹 = 견소단 + 수소단 = 미리혹 + 미사혹 = 분별기 + 구생기
  - 근본번뇌 + 수번뇌
  - 번뇌장 + 소지장
- 번뇌 = 근본번뇌 + 수번뇌
  - 근본번뇌 = 수면
    - 3근본번뇌: 탐 · 진 · 치
    - 6수면: 탐 · 진 · 만 · 무명 · 견 · 의
    - 7수면: 욕탐 · 진 · 유탐 · 만 · 무명 · 견 · 의
    - 10수면: 탐 · 진 · 만 · 무명 · 유신견 · 변집견 · 사견 · 견취 · 계금취 · 의
    - 12수면: 욕탐 · 진 · 색탐 · 무색탐 · 만 · 무명 · 유신견 · 변집견 · 사견 · 견취 · 계금취 · 의
    - 98근본번뇌(설일체유부)
      - 견혹 = 견소단 = 미리혹 = 분별기: 설일체유부의 88근본번뇌
      - 수혹 = 수소단 = 미사혹 = 구생기: 설일체유부의 10근본번뇌

    - 128근본번뇌(유식유가행파)
      - 견혹 = 견소단 = 미리혹 = 분별기: 유식유가행파의 112근본번뇌
      - 수혹 = 수소단 = 미사혹 = 구생기: 유식유가행파의 16근본번뇌

  - 수번뇌 = 전
    - 8전 · 10전 · 6번뇌구
    - 19수번뇌(설일체유부)
      - 소번뇌지법의 10가지 모두: 분 · 부 · 간 · 질 · 뇌 · 해 · 한 · 첨 · 광 · 교
      - 대불선지법의 2가지 모두: 무참 · 무괴
      - 대번뇌지법의 6가지 가운데 5가지: 방일 · 해태 · 불신 · 혼침 · 도거
      - 부정지법의 8가지 가운데 2가지: 수면 · 악작

    - 20수번뇌(유식유가행파)
      - 소수번뇌심소의 10가지 모두: 분 · 한 · 부 · 뇌 · 질 · 간 · 광 · 첨 · 해 · 교
      - 중수번뇌심소의 2가지 모두: 무참 · 무괴
      - 대수번뇌심소의 8가지 모두: 도거 · 혼침 · 불신 · 해태 · 방일 · 실념 · 산란 · 부정지
- 번뇌 = 잡염 = 유부무기 + 불선
  - 유부무기
    - 욕계의 번뇌의 일부 · 색계의 번뇌 · 무색계의 번뇌
    - 4근본번뇌(말나식의 4번뇌: 아치 · 아견 · 아만 · 아애)

  - 불선 · 악
    - 욕계의 번뇌의 대다수
    - 불선근
    - 5악 · 10악
- 번뇌 = 108번뇌 = 98수면 + 10전
- 번뇌 = 개: 5개
- 번뇌 = 결: 2결 · 3결 · 4결 · 5결 · 9결 · 10결(= 5하분결 + 5상분결) · 98결 · 108결
- 번뇌 = 구애: 3구애 · 5구애
- 번뇌 = 뇌: 3뇌
- 번뇌 = 누: 3루
- 번뇌 = 박: 3박 · 4박
- 번뇌 = 사: 7사 · 10사 · 98사 · 128사
- 번뇌 = 악행: 3악행
- 번뇌 = 취: 2취 · 4취

## 참고 문헌
- 곽철환 (2003). 《시공 불교사전》. 시공사 / 네이버 지식백과. |title=에 외부 링크가 있음 (도움말)
- 무착 지음, 현장 한역, 이한정 번역 (K.572, T.1605). 《대승아비달마집론》. 한글대장경 검색시스템 - 전자불전연구소 / 동국역경원. K.572(16-157), T.1605(31-663). |title=에 외부 링크가 있음 (도움말)
- 미륵 지음, 현장 한역, 강명희 번역 (K.614, T.1579). 《유가사지론》. 한글대장경 검색시스템 - 전자불전연구소 / 동국역경원. K.570(15-465), T.1579(30-279). |title=에 외부 링크가 있음 (도움말)
- 세우 지음, 현장 한역, 송성수 번역 (K.949, T.1542). 《아비달마품류족론》. 한글대장경 검색시스템 - 전자불전연구소 / 동국역경원. K.949(25-149), T.1542(26-692). |title=에 외부 링크가 있음 (도움말)
- 세친 지음, 현장 한역, 권오민 번역 (K.955, T.1558). 《아비달마구사론》. 한글대장경 검색시스템 - 전자불전연구소 / 동국역경원. K.955(27-453), T.1558(29-1). |title=에 외부 링크가 있음 (도움말)
- 안혜 지음, 현장 한역, 이한정 번역 (K.576, T.1605). 《대승아비달마잡집론》. 한글대장경 검색시스템 - 전자불전연구소 / 동국역경원. K.576(16-228), T.1606(31-694). |title=에 외부 링크가 있음 (도움말)
- 용수 지음, 구마라습 한역, 김성구 번역 (K.549, T.1509). 《대지도론》. 한글대장경 검색시스템 - 전자불전연구소 / 동국역경원. K.549(14-493), T.1509(25-57). |title=에 외부 링크가 있음 (도움말)
- 운허.  동국역경원 편집, 편집. 《불교 사전》. |title=에 외부 링크가 있음 (도움말)
- (영어) DDB. 《Digital Dictionary of Buddhism (電子佛教辭典)》. Edited by A. Charles Muller. |title=에 외부 링크가 있음 (도움말)
- (중국어) 무착 조, 현장 한역 (T.1605). 《대승아비달마집론(大乘阿毘達磨集論)》. 대정신수대장경. T31, No. 1605, CBETA. |title=에 외부 링크가 있음 (도움말)
- (중국어) 미륵 조, 현장 한역 (T.1579). 《유가사지론(瑜伽師地論)》. 대정신수대장경. T30, No. 1579. CBETA. |title=에 외부 링크가 있음 (도움말)
- (중국어) 佛門網. 《佛學辭典(불학사전)》. |title=에 외부 링크가 있음 (도움말)
- (중국어) 星雲. 《佛光大辭典(불광대사전)》 3판. |title=에 외부 링크가 있음 (도움말)
- (중국어) 세우 조, 현장 한역 (T.1542). 《아비달마품류족론(阿毘達磨品類足論)》. 대정신수대장경. T26, No. 1542, CBETA. |title=에 외부 링크가 있음 (도움말)
- (중국어) 세친 조, 현장 한역 (T.1558). 《아비달마구사론(阿毘達磨俱舍論)》. 대정신수대장경. T29, No. 1558, CBETA. |title=에 외부 링크가 있음 (도움말)
- (중국어) 안혜 조, 현장 한역 (T.1606). 《대승아비달마잡집론(大乘阿毘達磨雜集論)》. 대정신수대장경. T31, No. 1606, CBETA. |title=에 외부 링크가 있음 (도움말)
- (중국어) 용수 조, 구마라습 한역 (T.1509). 《대지도론(大智度論)》. 대정신수대장경. T25, No. 1509, CBETA. |title=에 외부 링크가 있음 (도움말)}